# Pinelema curcici
Espèce
Pinelema curcici est une espèce d'araignées aranéomorphes de la famille des Telemidae.

## Distribution
Cette espèce est endémique du Yunnan en Chine,. Elle se rencontre dans la grotte Fengwei dans le xian de Qiubei.

## Description
Le mâle holotype mesure 1,36 mm et la femelle paratype 0,80 mm.

## Étymologie
Cette espèce est nommée en l'honneur de Srećko Ćurčić.

## Publication originale
- Wang & Li, 2016 : Four new species of the spider genus Pinelema (Araneae, Telemidae) from caves in south China. Ecologica Montenegrina, vol. 7, p. 546-566 (texte intégral).